# اچ‌ام‌اس دوونشایر (۳۹)
اچ‌ام‌اس دوونشایر (۳۹) (به انگلیسی: HMS Devonshire (39)) یک کشتی بود که طول آن ۶۳۳ فوت (۱۹۳ متر) بود. این کشتی در سال ۱۹۲۷ ساخته شد.